# Capitanía de la Bahía de Todos los Santos
La capitanía de la Bahía de Todos los Santos (en portugués: Capitania da Bahia de Todos os Santos) fue una de las capitanías del Brasil durante el período colonial.

## Historia

### Descubrimiento
La costa del actual estado de Bahía fue reconocida por navegantes portugueses desde 1500 y desde entonces fue un lugar de acción de contrabandistas de palo brasil (Paubrasilia echinata).
La bahía que le da el nombre fue descubierta el 1 de noviembre -dedicado, por el calendario católico a Todos los Santos-, por la primera expedición exploradora en 1501.
Con el establecimiento, por la Corona portuguesa del sistema de capitanías hereditarias para la colonización del Brasil en 1534, el territorio del actual estado de Bahía estaba distribuido entre varios lotes:
- de la desembocadura del río São Francisco a la del río Jaguarizá, donado a Francisco Pereira Coutinho (Capitanía de la Bahía de Todos los Santos);
- de la desembocadura del río Jaguarizá a la del río Coxim, a Jorge de Figueiredo Correia (Capitanía de Ilhéus);
- y de la desembocadura del río Coxim a la del río Mucura, a Pero de Campos Tourinho (Capitanía de Porto Seguro).

### Creación
El lote que constituyó la Capitanía de la Bahía fue donado el 5 de marzo de 1534. Cuando su donatario llegó, dos años más tarde, ya existía en la bahía de Todos los Santos una pequeña comunidad de europeos entre los cuales se destacaba Diogo Álvares Correia "el Caramuru" con su esposa Catarina Paraguaçú y muchos hijos.
Con el auxilio de ellos, Francisco Pereira Coutinho fundó una población (Vila do Pereira después Vila Velha, 1536) en lo alto de Santo Antônio da Barra, donde erigió una casa-fuerte (Castelo do Pereira). La paz reinó durante algunos años, estableciéndose ingenios y expandiéndose los cultivos de caña de azúcar, algodón y tabaco.
Al final de casi una década, el establecimiento inicial fue arrasado por un gran ataque de los tupinambás (1545), que forzó a los colonos a refugiarse en la vecina Capitanía de Porto Seguro. Negociada la paz, al retornar a la Vila do Pereira, el donatario y los colonos naufragaron durante una tempestad frente a la Isla de Itaparica, siendo los sobrevivientes capturados y devorados por los indígenas (1547).
Luego de esa tragedia, las tierras de Francisco Coutinho fueron adquiridas a los respectivos herederos por la Corona Portuguesa (1548), para establecer en ellas el gobierno general de la colonia. Los demás establecimientos de la región, en esa época (Capitanías de Ilhéus y de Porto Seguro), también fueron devastados por los indígenas.
Tras adquirir la Capitanía de la Bahía de Todos los Santos en 1548, la Corona Portuguesa subordinó a las capitanías nombrando el 7 de enero de 1549 a Tomé de Sousa como primer gobernador general, quien fundó la ciudad de São Salvador da Baía de Todos os Santos ese año, creando la Capitanía Real de la Bahía. 
En 1556 fueron cedidas por el gobernador general las islas y tierras del Recôncavo que se transformarían, más tarde, en "capitanías autónomas":
- Capitanía de Itaparica – la isla de Itaparica, donada en sesmaría por el gobernador general Tomé de Sousa a Violante da Câmara, fue transformada en capitanía y donada, en 1558, a su hijo, António de Ataíde, 1º Conde da Castanheira, que la legó a su hijo homónimo, el segundo conde da Castanheira.
- Capitanía del Paraguaçú - la sesmaría del río Paraguaçú, donada a Álvaro da Costa, hijo del gobernador general Duarte da Costa, fue transformada en capitanía en 1566, en recompensa por la contribución de su donatario a la expulsión de los indígenas del Recôncavo. Por un documento de 1571, se sabe que esas tierras iban de la parte de la barra del dicho Río de Peroassu de la parte del sur hasta la barra del Río de Jaguaripe por la costa.

En 1553 asumió como gobernador general Duarte da Costa. Durante su gobierno una expedición de francesa, formada en parte por hugonotes, al mando de Nicolás Durand de Villegagnon se instaló permanentemente en la bahía de Guanabara y fundó la colonia de la Francia Antártica. En 1558 asumió Mem de Sá como gobernador general del Brasil, su sobrino Estácio de Sá comandó la recuperación de la Bahía de Guanabara y fundó la ciudad de Río de Janeiro el 20 de enero de 1565. 
Al finalizar el gobierno de Mem de Sá en 1572 el territorio fue dividido en dos gobiernos generales, uno al norte en Bahía y el otro al sur en Río de Janeiro, para el primero fue nombrado gobernador general Luís Brito e Almeida y para el segundo António Salema, hasta que el gobierno fue reunificado en 1578 con Lourenço da Veiga como único gobernador general con sede en Bahía. En 1580 comenzó el período de unión dinástica aeque principaliter con los demás reinos españoles, quedando Portugal y sus colonias como parte de la Corona de España. La división volvió a realizarse en 1608, hasta que se volvió a reunificar en 1612.
En 1590 fue creada por el rey Felipe II de España la Capitanía de Sergipe del Rey, quedando directamente subordinada a la Capitanía de Bahía. Su primer mandatario fue Cristóvão de Barros. La capitanía se tornó autónoma por decreto real de Juan VI el 8 de julio de 1820.
El 13 de junio de 1621 el rey Felipe IV de España (III de Portugal) dividió el gobierno general del Brasil creando el Estado del Maranhão (hecho efectivo en 1626) que comprendía la Capitanía Real del Maranhão, la Capitanía del Gran Pará y la Capitanía Real del Siará. De esta manera Brasil pasó a tener dos unidades administrativas: Estado del Maranhão y Estado del Brasil, este último con capital en Salvador (de Pernambuco a la actual Santa Catarina). 
Una armada de la Compañía Neerlandesa de las Indias Occidentales, al mando del almirante Jacob Willekens y con el vicealmirante Piet Hein, partió de Texel el 22 de diciembre de 1623 con 26 buques y 3.300 tripulantes hacia América del Sur y el 10 de mayo de 1624, atacó y conquistó la ciudad de Salvador de Bahía, aprisionando al gobernador general Diogo de Mendonça Furtado. El gobierno de la ciudad pasó a ser ejercido por el hidalgo holandés Johan Van Dorth, quien dio la libertad a los esclavos, que pasaron a ser tratados en pie de igualdad con los blancos. En 1625 España envió una poderosa armada de 52 navíos al mando de Fadrique Álvarez de Toledo y Mendoza, que derrotó y expulsó a los invasores neerlandeses el 1 de mayo de 1625 (en un episodio conocido como Jornada del Brasil).
En 1715 la Capitanía del Espíritu Santo revirtió a la Corona, por compra a los descendientes de Francisco Gil de Araújo, por el mismo valor pagado por aquel donatario, permaneciendo como parte de la Capitanía de Bahía hasta 1809 cuando obtuvo la autonomía iniciándose la plantación de café en 1815.
A mediados del siglo XVIII fueron incorporadas a la Corona la Capitanía de Ilhéus (1754), la Capitanía de Porto Seguro (1761), la Capitanía de Itaparica y la Capitanía del Paraguaçú, quedando todas en dependencia de la de Bahía.

### Disolución
En vísperas de la independencia del Brasil, el 28 de febrero de 1821, la Capitania da Bahia se tornó una provincia (Provincia de Bahía) y así permaneció durante todo el período imperial. Con la proclamación de la República Brasileña (1889), la provincia se tornó en el actual estado de Bahía. De igual manera fueron creadas ese día las provincias de:
- Provincia de Sergipe
- Provincia del Espíritu Santo